# Lancié
Lancié és un municipi francès situat al departament del Roine i a la regió d'Alvèrnia-Roine-Alps. L'any 2007 tenia 719 habitants.

## Demografia

### Població
El 2007 la població de fet de Lancié era de 719 persones. Hi havia 292 famílies de les quals 68 eren unipersonals (4 homes vivint sols i 64 dones vivint soles), 96 parelles sense fills, 96 parelles amb fills i 32 famílies monoparentals amb fills.
La població ha evolucionat segons el següent gràfic:
Habitants censats

### Habitatges
El 2007 hi havia 358 habitatges, 292 eren l'habitatge principal de la família, 35 eren segones residències i 31 estaven desocupats. 327 eren cases i 30 eren apartaments. Dels 292 habitatges principals, 221 estaven ocupats pels seus propietaris, 65 estaven llogats i ocupats pels llogaters i 6 estaven cedits a títol gratuït; 2 tenien una cambra, 15 en tenien dues, 51 en tenien tres, 78 en tenien quatre i 146 en tenien cinc o més. 244 habitatges disposaven pel capbaix d'una plaça de pàrquing. A 119 habitatges hi havia un automòbil i a 149 n'hi havia dos o més.

### Piràmide de població
La piràmide de població per edats i sexe el 2009 era:
| Homes | Edats   | Dones |
| ----- | ------- | ----- |
| 0     | 95 o +  | 0     |
| 0     | 90 a 94 | 0     |
| 0     | 85 a 89 | 0     |
| 4     | 80 a 84 | 0     |
| 16    | 75 a 79 | 8     |
| 4     | 70 a 74 | 20    |
| 12    | 65 a 69 | 24    |
| 32    | 60 a 64 | 8     |
| 8     | 55 a 59 | 16    |
| 24    | 50 a 54 | 24    |
| 24    | 45 a 49 | 36    |
| 36    | 40 a 44 | 28    |
| 12    | 35 a 39 | 24    |
| 36    | 30 a 34 | 16    |
| 28    | 25 a 29 | 28    |
| 8     | 20 a 24 | 4     |
| 28    | 15 a 19 | 16    |
| 40    | 10 a 14 | 40    |
| 24    | 5 a 9   | 28    |
| 20    | 0 a 4   | 20    |

## Economia
El 2007 la població en edat de treballar era de 448 persones, 335 eren actives i 113 eren inactives. De les 335 persones actives 324 estaven ocupades (174 homes i 150 dones) i 11 estaven aturades (3 homes i 8 dones). De les 113 persones inactives 45 estaven jubilades, 41 estaven estudiant i 27 estaven classificades com a «altres inactius».

### Ingressos
El 2009 a Lancié hi havia 299 unitats fiscals que integraven 746,5 persones, la mediana anual d'ingressos fiscals per persona era de 19.064 €.

### Activitats econòmiques
Dels 43 establiments que hi havia el 2007, 2 eren d'empreses de fabricació d'altres productes industrials, 9 d'empreses de construcció, 13 d'empreses de comerç i reparació d'automòbils, 2 d'empreses de transport, 2 d'empreses d'hostatgeria i restauració, 2 d'empreses d'informació i comunicació, 1 d'una empresa financera, 7 d'empreses de serveis, 3 d'entitats de l'administració pública i 2 d'empreses classificades com a «altres activitats de serveis».
Dels 10 establiments de servei als particulars que hi havia el 2009, 2 eren guixaires pintors, 4 fusteries, 1 lampisteria, 1 electricista i 2 restaurants.
L'únic establiment comercial que hi havia el 2009 era una botiga de menys de 120 m².
L'any 2000 a Lancié hi havia 34 explotacions agrícoles que ocupaven un total de 312 hectàrees.

## Equipaments sanitaris i escolars
El 2009 hi havia una escola elemental.

## Poblacions més properes
El següent diagrama mostra les poblacions més properes.